# Шамуратова, Аймхан Турымбетовна
Шамура́това Айымха́н Турымбе́товна (каракалп. Шамуратова Айымхан Турымбет қызы, 1917 — 1993) — каракалпакская, советская актриса театра, концертная певица (меццо-сопрано) и общественный деятель. Народная артистка СССР (1968) — единственная каракалпачка, удостоенная этого звания.

## Биография
Айымхан Шамуратова родилась 10 июня (по другим источникам — 5 июня и 10 октября) 1917 года в ауле Канлыкуль (ныне — центр Канлыкульского района Каракалпакстана) (по другим итсточникам — в Кунграде) в семье дехканина-бедняка.
С 1932 года Айымхан Шамуратова выступала в труппе Кунградского, позднее Турткульского театров, где дебютировала в одноактных пьесах родоначальников каракалпакского театра Абдирамана Отепова и Сейфулгабита Мажитова.
В 1934—1939, 1949—1951 и 1955—1988 годах — актриса Каракалпакского театра музыкальной драмы и комедии им. К. С. Станиславского (ныне — имени Бердаха) в Нукусе. Айымхан Шамуратова сыграла более 100 ведущих ролей в пьесах каракалпакских, казахских, киргизских, русских, узбекских, азербайджанских и др. драматургов.
В 1939 году училась в Московской консерватории.
В 1939—1949 и 1951—1955 годах — солистка Каракалпакской филармонии им. Бердаха и радио.
Айымхан Шамуратова выступала и как концертная певица. В репертуаре — народные, обрядовые, фольклорные, лирические, современные песни, музыкальные аранжировки народных мелодий «Бозатау», «Арыухан», «Сорголь», «Аксунгуль» её наставников бахсы Е. Коспулатова, композиторов А. Халимова, Ж. Шамуратова, А. Султановата и мн. др.
Айымхан Шамуратова участвовала в концертных группах на фронтах Второй мировой войны.
Написала воспоминания «Моя жизнь - театр».
Член КПСС с 1957 года. Депутат Верховного Совета Каракалпакской АССР 4-го и 7-го созывов.
Айымхан Шамуратова скончалась 29 мая 1993 года (по другим источникам — 31 мая) в Нукусе. Классик каракалпакской поэзии Ибрайым Юсупов посвятил ей стихотворение «Судьба актрисы».

### Семья
- Мужом Айымхан Шамуратовой был известный каракалпакский писатель Амет Шамуратов. В их браке родились семеро детей, из них шесть дочерей: Гүлистан, Гүлжахан, Зоя, Зульфия, Зияда, Айымгуль и один сын Бердах. Рано овдовела[1].

## Награды и звания
- Народная артистка Каракалпакской АССР (1940)
- Народная артистка Узбекской ССР (1950)[5]
- Народная артистка СССР (1968)
- Два ордена Трудового Красного Знамени (в т.ч. 1959)
- Орден «Знак Почёта» (1951)[6]
- Орден «За выдающиеся заслуги» (Узбекистан) (2004 — посмертно)[7]
- Медали
- Почётные грамоты Верховных Советов Узбекистана и Каракалпакстана.

## Творчество

### Роли
- 1962 — «Талуас» С. Ходжаниязова — Айбике
- «Гульсара» К. Яшена — Айсара
- «Алпамыс» Н. Давкараева — Гульпаршин, Барчин
- «Раушан» Д. М. Аймурзаева и  Т. Алланазарова — Раушан
- «Насильно мил не будешь» С. Ходжаниязова — Паршагуль
- «Материнское поле» по Ч. Т. Айтматову — Толгонай
- «Бедность не порок» А. Н. Островского — Анна Ивановна
- «Халима» Г. Зафари — Халима
- «Новые люди» М. Дарибаева — Арзихон
- «Багдагуль» С. Мажитова — Багдагуль
- «Стряпуха» А. Е. Макаёнка — Валя
- «Бегжапская трагедия» П. Тилегенова — Бийбижан
- «Айгуль-Абат» Д .М. Аймурзаева — Дамегуль
- «Гарип-Ашык» А. Бегимова и Т. Алланазарова — Шасанем
- «Дочь каракалпака» Т. К. Каипбергенова — Санем
- «Молодой человек» Г. Д. Мдивани и А. Кирова
- «Коклен-богатырь» М. Дарибаева — Айпери
- «Аршин мал алан» У. Гаджибекова — Гюльчохра
- «Сорок девушек» А. Шамуратова и И. Юсупова — Oqsuluv ona

### Фильмография
- 1958 — Рыбаки Арала — эпизод
- 1981 — Непокорная — эпизод

## Память
- В 1994 году, в Нукусе на общественных началах создан Фонд А. Шамуратовой, а в 1998 году, благодаря помощи каракалпакского строителя Султамурата Таубалдиева и одной из дочерей — Зульфии Шамуратовой — был открыт Дом-музей Амета и Айымхан Шамуратовых[8].